# Curte supremă

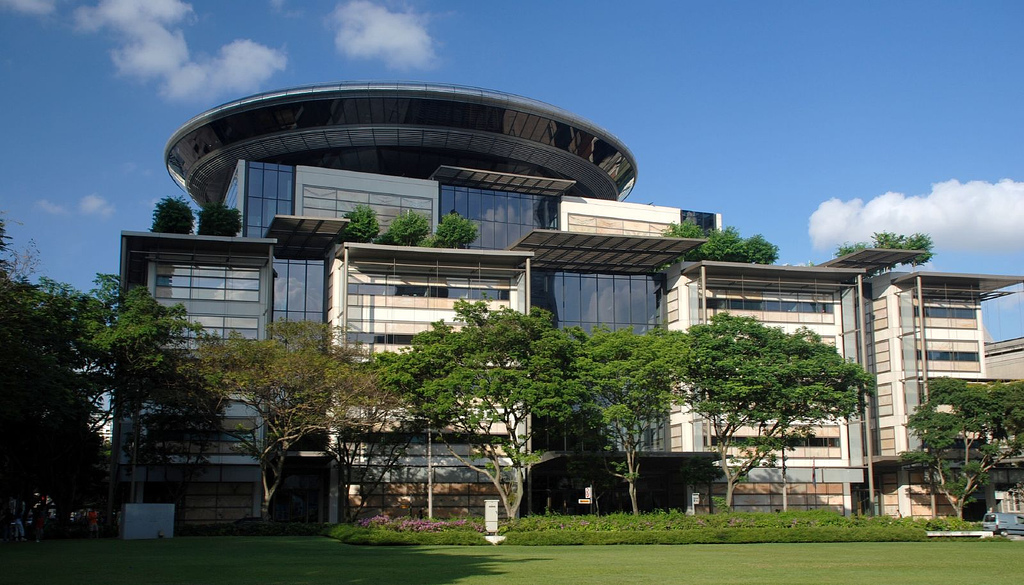
Curtea Supremă din Singapore

O curte supremă (curtea/instanța de apel final) este cea mai înaltă instanță din ierarhia instanțelor unei jurisdicții. În general, deciziile acestora sunt obligatorii pentru toate celalalte instanțe dintr-o țară și nu fac obiectul unei revizuiri suplimentare de către nicio altă instanță.
Instanța funcționează în principal ca o curte de apel pentru instanțele inferioare. Uneori, aceasta poate fi să acționeze și ca instanță inițială.

## Istorie
Ideea unei curți supreme își are rădăcinile în Convenția Constituțională din 1787 a Statelor Unite ale Americii când se dorea separarea puterilor între legislativ și executiv prin crearea unei a treia ramuri a guvernării, separate de celelalte. În tradiția engleză, puterea judiciară era considerată doar un atribut al autorității suverane a Coroanei.

## Instanțe supreme unice sau multiple
În unele țări există mai multe instanțe supreme, fiecare cu o competență distinctă, fie din punct de vedere geografic, fie material. În Statele Unite există atât o curte supremă federală, cât și curți supreme ale fiecărui stat membru, iar instanța federală are jurisdicție asupra celor statale.
Multe jurisdicții au și curți constituționale separate sau alte organisme cu rol judiciar sau cvasi-judiciar, un model apărut pentru prima dată în Constituția Cehoslovaciei din 1920.

## Franța

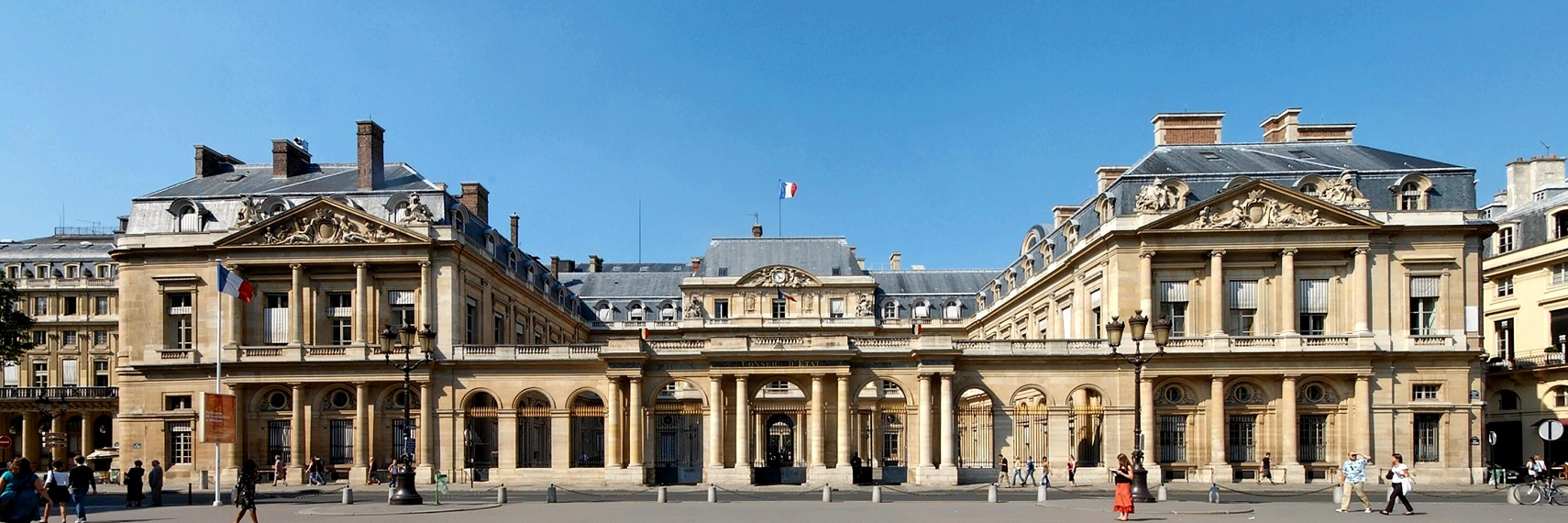
Consiliul de Stat din Franța

În Franța, jurisdicția supremă în apel este împărțită în trei instanțe distincte:
- Curtea de Casație (Cour de cassation) pentru cauze judiciare civile sau penale
- Consiliul de Stat pentru cauze administrative
- Consiliul Constituțional pentru controlul constituțional al legilor

Atunci când apare un conflict de competență între instanțele judiciare și cele administrative, se întrunește Tribunalul Conflictelor (Tribunal des conflits), alcătuit în mod egal din membri ai Curții de Casație și ai Consiliului de Stat, sub președinția Ministrului Justiției, pentru a da o decizie definitivă.
Înalta Curte (Haute Cour) există exclusiv pentru a-l pune sub acuzare pe Președintele Republicii Franceze în cazul unei „abateri grave, incompatibile cu exercitarea funcției”. În urma revizuiri constituționale din 2007, Constituția prevede că Înalta Curte este formată din toți membrii celor două Camere ale Parlamentului.
Deși Președintele beneficiează de o formă de imunitate, membrii guvernului francez sunt supuși la aceleași legi ca și ceilalți cetățeni. Totuși, din 1993, a fost înființată o instanță separată pentru a-i judeca, numită Curtea de Justiție a Republicii.

## Germania

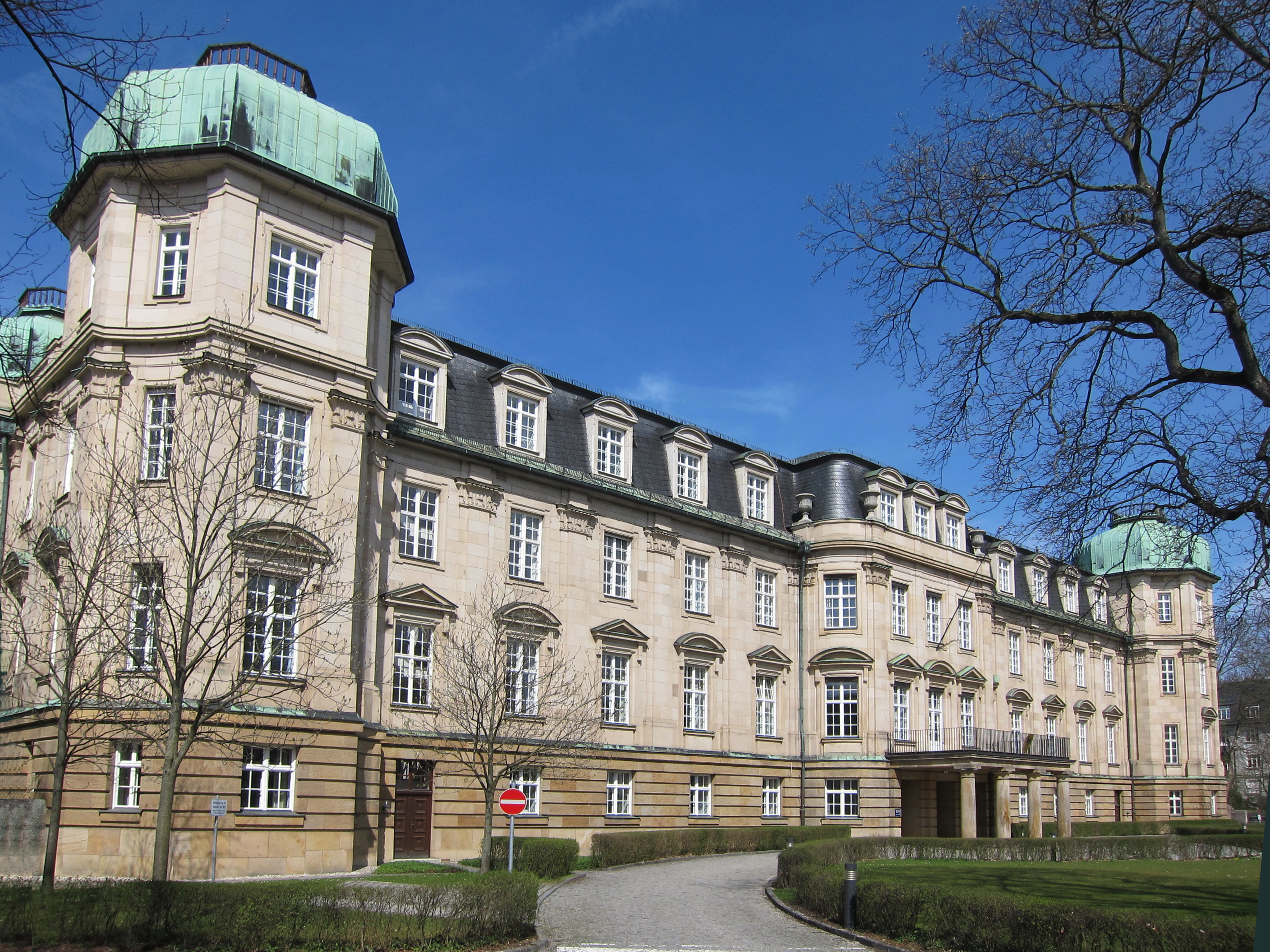
Curtea Federală Fiscală din Germania

În Germania, nu există o instanță supremă unică în sens juridic strict. În schimb, cauzele sunt soluționate în ultimă instanță de una dintre cele cinci înalte instanțe federale, în funcție de natura ligitiului.
- Curtea Constituțională Federală (Bundesverfassungsgericht), care este de facto cea mai înaltă instanță cu competența de a anula deciziile tuturor celorlalte instanțe, de a declara necunstituționalitatea în legile federale sau legile landurilor. Aceasta poate să interzică un partid politic, în cazul în care programul sau activitatea acestuia contravin ordinii constituționale.
- Curtea Federală de Justiție (Bundesgerichtshof) este instanța supremă în materie civilă și penală
- Curtea Federală pentru Asigurări Sociale (Bundessozialgericht) este instanța supremă în materie de securitatea socială
- Curtea Federală a Muncii (Bundesarbeitsgericht) este instanța supremă în materie de dreptul muncii
- Curtea Federală Fiscală (Bundesfinanzhof) este instanța supremă în materie de fiscalitate și finanțe
- Curtea Federală Administrativă (Bundesverwaltungsgericht) este instanța supremă în materie de drept administrativ

Există și Senatul Comun al Înalților Judecători Federali care nu este o curte permanentă, ci un organ ad-hoc convocat numai atunci când o instanță federală de rang înalt intenționează să se abată de la jurisprudența alteia.

## Coreea de Sud

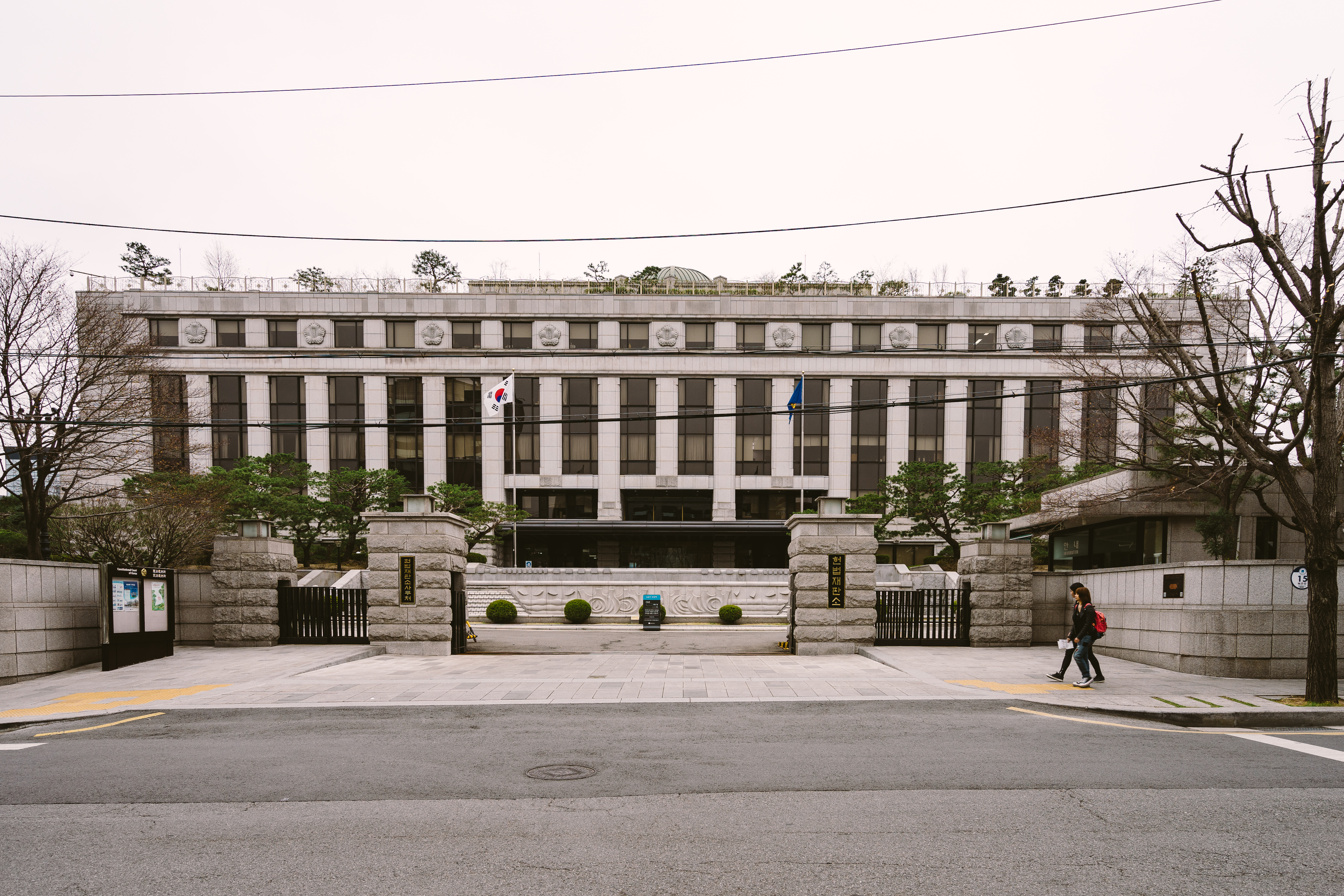
Curtea Constituțională din Coreea de Sud

În Coreea de Sud, rolul de cea mai înaltă instanță este împărțit între două organe judiciare constituționale:
- Curtea Constituțională a Coreei pentru cazurile constituționale majore
- Curtea Supremă a Coreei pentru toate cazurile cu excepția celor care intră în jurisdicția Curții Constituționale.[6]